# Харьковская (шахта)
Ша́хта «Ха́рьковская» — угледобывающее предприятие в посёлке городского типа Харьковское Свердловского горсовета Луганской области, (Украина), входит в ГХК «Свердловантрацит». Официальное название ГОАО «Шахта „Харьковская“».

## Характеристики
Фактическая добыча — 1137/983 тонн за сутки (1990/1999). В 2003 году добыто 245 тысяч тонн угля.
Максимальная глубина — 550 м (1990—1999). Протяжённость подземных выработок — 39,3—35,0 км (1990/1999).
Количество очистных забоев — 2/2, подготовительных — 7/3 (1990/1999).
Количество работающих: 1296/1099 чел., в том числе под землёй — 739/705 человек (1990/1999).

## Адрес
94800, г. Свердловск, Луганская область, Украина.